# Angel Martino
Angelino ("Angel") Myers-Martino (Tuscaloosa (Alabama), 25 april 1967) is een voormalig internationaal topzwemster uit de Verenigde Staten, die in 1992 één gouden (4x100 meter vrije slag) en één bronzen (50 meter vrije slag) won bij de Olympische Spelen in Barcelona. 
Vier jaar later, bij de Spelen van Atlanta, voegde de sprintster daar twee bronzen (100 meter vlinderslag en 100 meter vrije slag) aan toe, alsmede twee gouden (4x100 meter wisselslag en 4x100 meter vrije slag). Haar olympische medailletotaal staat daarmee op zes. Na de Spelen van Atlanta nam Martino-Myers afscheid van de wedstrijdsport. Een van haar medailles gaf ze weg aan een vriendin, die was getroffen door kanker.